# Mel Powell
Pour les articles homonymes, voir Powell.
Mel Powell, né Melvin Epstein le 12 février 1923 à New York et mort le 24 avril 1998 à Van Nuys (Californie), est un compositeur américain, lauréat du Prix Pulitzer de musique en 1990.

## Biographie
Melvin Epstein naît le 12 février 1923 à New York,.
Il étudie le piano avec Nadia Reisenberg et se produit jeune comme pianiste de jazz dans l'orchestre de Benny Goodman. Il change de nom, restructurant celui de son oncle paternel, Poljanowsky, en « Powell », et sert dans l'armée américaine, dans l'Air Force Band dirigé par Glenn Miller,.
Atteint de dystrophie musculaire, Mel Powell se tourne dès lors plus spécifiquement vers la composition et l'enseignement. À partir de 1948, il étudie avec Paul Hindemith à l'Université Yale, où il obtient un Bachelor of Music (en) en 1952,. 
Il enseigne au Mannes College of Music et au Queens College (Université de la ville de New York), avant de revenir à Yale, entre 1957 et 1969, à la tête de la faculté de composition et comme directeur du studio de musique électronique, l'un des premiers aux États-Unis, entre 1960 et 1969,. 
En 1969, Mel Powell rejoint le California Institute of the Arts de Valencia, dont il devient doyen de 1972 à 1976,.
Il est lauréat de plusieurs prix et récipiendaires de diverses commandes, de la Fondation Guggenheim (1960), de l'Académie américaine des arts et des lettres (1963), du National Endowment for the Arts (1982) et de l'Université Brandeis (1989), notamment.
En 1990, Powell remporte le prix Pulitzer de musique avec Duplicates (en), concerto pour deux pianos et orchestre.
Comme compositeur, il s'inspire du jazz, du néo-classicisme, de Stravinsky, du sérialisme, de Schönberg, d'Anton Webern, et « développe un sonorisme sui generis dans le domaine de la musique électronique. Malgré la diversité de ces approches, il réussit néanmoins à projeter sa propre personnalité d'une manière curieuse et diversifiée ; il est ainsi capable de produire un air de marche ou une figure de jazz dans une œuvre atonale ». Ainsi, Powell, « dans toutes ces formules qui se rehaussent mutuellement, [...] réussit à cultiver la modalité de son style personnel sans s'aventurer dans l'espace extérieur de l'entropie musicale ».
Il meurt le 24 avril 1998 à Van Nuys (Californie).

## Œuvres
Parmi ses œuvres, figurent :

### Musique pour orchestre
- Cantilena concertante pour cor anglais et orchestre (1948) ;
- Symphonic Suite (1949) ;
- Capriccio pour musique d'harmonie (1950) ;
- Intrada and Variants (1956) ;
- Stanzas (1957) ;
- Setting pour violoncelle et orchestre (1961) ;
- Immobiles I-IV (1967) ;
- Settings pour orchestre de jazz (1982) ;
- Modules, intermezzo pour orchestre de chambre (1985) ;
- Duplicates, concerto pour 2 pianos et orchestre (création à Los Angeles le 26 janvier 1990).

### Musique de chambre
- 2 quatuors à cordes : 
  - no 1, Beethoven Analogs (1949) ;
  - no 2, String Quartet 1982 (1982) ;
- Sonate pour clavecin (1952) ;
- Trio pour piano, violon et violoncelle (1954) ;
- Divertimento pour violon et harpe (1954) ;
- Divertimento pour 5 instruments à vent (1955) ;
- Quintette pour piano et quatuor à cordes (1956) ;
- Miniatures for Baroque Ensemble pour flûte, hautbois, violon, alto, violoncelle et clavecin (1958) ;
- Filigree Setting pour quatuor à cordes (1959) ;
- Improvisation pour clarinette, alto et piano (1962) ;
- Nocturne pour violon (1965 ; rév. 1985) ;
- Cantilena pour trombone et bande magnétique (1981) ;
- Quintette à vent (1984-1985) ;
- Setting pour guitare (1986) ;
- Invocation pour violoncelle (1987) ;
- Amy-abilities pour percussion (1987) ;
- 3 Madrigals pour flûte (1988).

### Musique pour piano
- 2 sonatines (1951) ;
- Étude (1957) ;
- Intermezzo (1984) ;
- Piano Preludes (1987).

### Musique vocale
- 6 Choral Songs (1950) ;
- Sweet Lovers Love the Spring pour voix de femmes et piano (1953) ;
- Haiku Settings pour soprano et piano (1961) ;
- 2 Prayer Settings pour ténor, hautbois et trio à cordes (1963) ;
- Cantilena pour voix, violon et bande magnétique (1969) ;
- Settings pour soprano et groupe de chambre (1979) ;
- Little Companion Pieces pour soprano et quatuor à cordes (1979) ;
- Strand Settings : Darker pour soprano et électronique (1983) ;
- Letter to a Young Composer pour soprano (1987) ;
- Die Violine pour soprano, violon et piano (1987).

### Musique électronique
- Electronic Setting (1958) ;
- 2nd Electronic Setting (1961) ;
- Events (1963) ;
- Analogs I-IV (1963) ;
- 3 Synthesizer Settings (1970-1980) ;
- Inscape, ballet (1976) ;
- Variations (1976) ;
- Computer Prelude (1988).